# روبرتو فرناندو فروجلو
روبرتو فرناندو فروجلو (به پرتغالی: Rodrigo Defendi) مدافع اهل برزیل است که در شهر ریبرآ پرتو و در تاریخ ۱۶ ژوئن ۱۹۸۶ به دنیا آمده‌است.
روبرتو فرناندو فروجلو در تیم‌های فوتبال تاتنهام هاتسپر سابقهٔ حضور دارد.